# Larra bicolor
Larra bicolor је паразитоидна оса пореклом из Јужне Америке. Уведен је на Флориду као биолошка контрола штеточина инвазивних кртица .

## Опис
Одрасле женке ове врсте су дугачке око 22 мм, док су мужјаци нешто мањи. Глава и грудни кош су црни, са сребрним ознакама на глави; стомак је црвен. Крила су променљиве боје, тамне нијансе.

## Животни циклус
Ове осе се хране нектаром као одрасле јединке, а предност даје жбунасти лажни кукољ (Spermacoce verticillata). Женке лове цврчке кртице из рода Scapteriscus, бодући их са доње стране да би их паралисали на неколико минута. Једно јаје се одлаже између првог и другог пара ногу. Оса тада одлети, а цврчак се враћа у своју јазбину. Нападају се нимфе и одрасли цврчци, све док су довољно велики.
Након излегања, ларва се храни својим домаћином и на крају га убија. Пупира у року од 12 до 30 дана (у зависности од температуре), формирајући чахуру у остацима цврчка лепљењем зрна песка. Пупа фаза може трајати само 50 дана, али лутка може ући у дијапаузу зими , одлажући излазак месецима. Одрасле јединке су усамљене и не формирају гнезда или колоније.
Осим горе поменуте зимске дијапаузе, није позната ниједна сезонска компонента активности оса. Неколико генерација оса може се појавити у току године, што је један од фактора који омогућава да ове осе надмашују своје домаћине, што је важан атрибут за успешан агенс биолошке контроле.

## Употреба биолошке контроле штеточина
Цврчци који нису аутохтони стигли су у Порторико, барем још у 18. веку, вероватно летом,  а већ 1899. у југоисточне Сједињене Државе, вероватно као загађивачи бродског баласта. Постале су озбиљне штеточине, оштећујући усеве и пашњаке и травњаке. Иако сродни Larra analis напада домаћег северног цврчка кртица, он не напада алохтоне врсте. Као рани пример биолошке контроле штеточина,  L. bicolor је уведен у Порторико 1938. године, где се успешно успоставио. Ово је сугерисало могућност његове употребе на копну, али неуспели покушаји и развој пестицида хлордана 1940-их довели су до краја овим напорима.
Када је 1978. забрањена употреба хлордана на усевима за исхрану, законодавство Флориде је инаугурисало програм на Универзитету Флориде за проналажење алтернативних контрола за штеточине кртице. Буџетска ограничења довела су до понављања покушаја Порторика на копно, али ова популација, која потиче из Бразила, није успела да се успостави осим у области око Форт Лодердејла. Истраживања су показала да су ове осе биле недовољно толерантне на хладноћу, а други покушај 1988-89. користио је осе из Боливије. Ово увођење је било много успешније, а осе су се постепено прошириле кроз већи део државе и у суседне државе. Они су и даље веома прилагођени алохтоним врстама и нису се диверзификовали да би напали (на пример) домаћег северног цврчка. Такође, нису агресивни, а наводи се да је њихов убод благ у поређењу са познатијим осама. Главно ограничење у њиховој употреби као агенсу биолошке контроле била је потреба да се пронађу одговарајући извори нектара за одрасле.Неке друге биљке, посебно Pentas spp.., такође се сматрају прихватљивим; ипак, неопходно је обезбедити одговарајуће биљке.